# Здолбуновская улица
Здолбуновская улица - улица в Дарницком районе, города Киева, местность Позняки. Пролегает от Днепровской набережной до Харьковского шоссе.
Приобщаются улицы Причальная, Сортировочная, Ивана Бойко, Тепловозная (Активистов), проспект Петра Григоренко, Любарский переулок, улицы Любарская, Михаила Драгоманова и Ревуцкого.

## История
Улица возникла в середине XX века под названием Новая, с 1957 года — Позняковская, от местности Позняки, через которую она проходит. Современное название получила в 1958 году в честь города в Ровненской области Здолбунов.

## Примечательные здания и сооружения
- ЦПМСП № 2 Дарницкого района г. Киева Амбулатория № 1 (д. № 3б)
- ГП «Киевский государственный завод „Буревестник“» (д. № 2)
- Общеобразовательная школа № 111 (д. № 7б)
- Отделение связи № 81 (д. № 1)
- Храм святого благоверного князя Олега Брянского (д. № 33а)[3]